# CD-Spieler
Ein CD-Spieler (meist CD-Player genannt) ist ein Abspielgerät für Audio-CDs. Viele modernere Geräte sind zusätzlich in der Lage, andere Formate wie MP3, AAC und WMA wiederzugeben. DVD- und Blu-ray-Spieler sind in der Regel abwärtskompatibel und lassen sich somit ebenfalls als CD-Spieler verwenden.

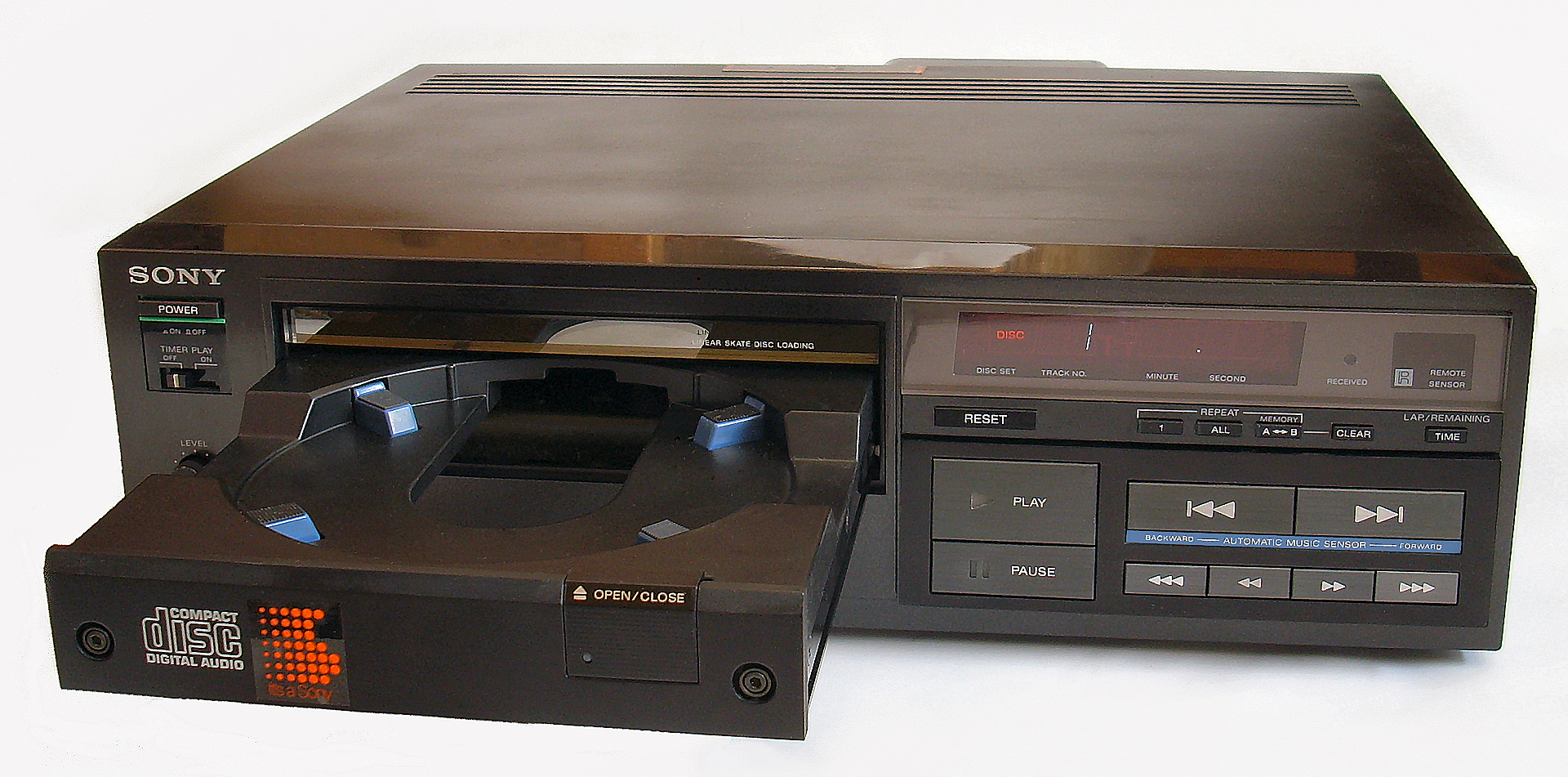
Sony CDP-101, der erste kommerziell erhältliche CD-Spieler (1982)

## Grundsätzliche Funktion
Die Informationen auf der CD sind auf einer spiralförmig von innen nach außen verlaufenden Datenspur in Form von Pits und Lands (kleinen Vertiefungen/Erhöhungen) einer im Inneren der transparenten CD befindlichen Metallschicht gespeichert. Die Pits auf der CD stellen nicht direkt die Datenbits dar, sondern sind mittels 8-14-Kodierung (engl. Eight-to-Fourteen-Modulation EFM) kodiert. Dabei bedeutet ein Wechsel (Land/Pit oder Pit/Land) eine logische 1, kein Wechsel stellt eine logische 0 dar (siehe Aufbau einer CD). Die Datenspur wird berührungslos von einer infraroten Laserdiode mit einer Wellenlänge von 780 nm ± 10 nm von der Rückseite der CD abgetastet. Das von der CD reflektierte Licht wird von einem Array aus mehreren Fotodioden aufgenommen und in ein elektrisches Signal umgewandelt. Laser und Fotodioden sind in der Abtasteinheit, dem sogenannten Tonabnehmer (auch Optical Pickup Unit, OPU genannt), zusammengefasst.

### Bedienungselemente
Die grundlegenden Bedienelemente sind bei nahezu allen CD-Spielern einheitlich:
- ▶️ Wiedergabe
- ⏭︎ Nächster Titel
- ⏮︎ Vorheriger Titel
- ⏩︎ Schneller Vorlauf mit Tonwiedergabe
- ⏪︎ Schneller Rücklauf mit Tonwiedergabe
- ⏹︎ Stopp: Abbrechen der Wiedergabe
- ⏸︎ Pause: Unterbrechen der Wiedergabe und Halten der aktuellen Position
- ⏏️ Eject- bzw. Auswurftaste zum Öffnen der CD-Lade bzw. Auswerfen der CD

Je nach Ausstattung des CD-Spielers können weitere Bedienelemente vorkommen wie:
- 🔁 Repeat: Automatisches Wiederholen eines oder mehrerer Titel oder der kompletten CD
- A↔B: Automatische Wiederholung einer Titelsequenz
- 🔀 Shuffle: Wiedergabe der Titel einer CD in zufälliger Reihenfolge

Daneben gibt es weitere Tasten zur Programmierung oder zum Aufrufen von Sonderfunktionen der CD-Spieler.

## Aufbau

### Bauformen

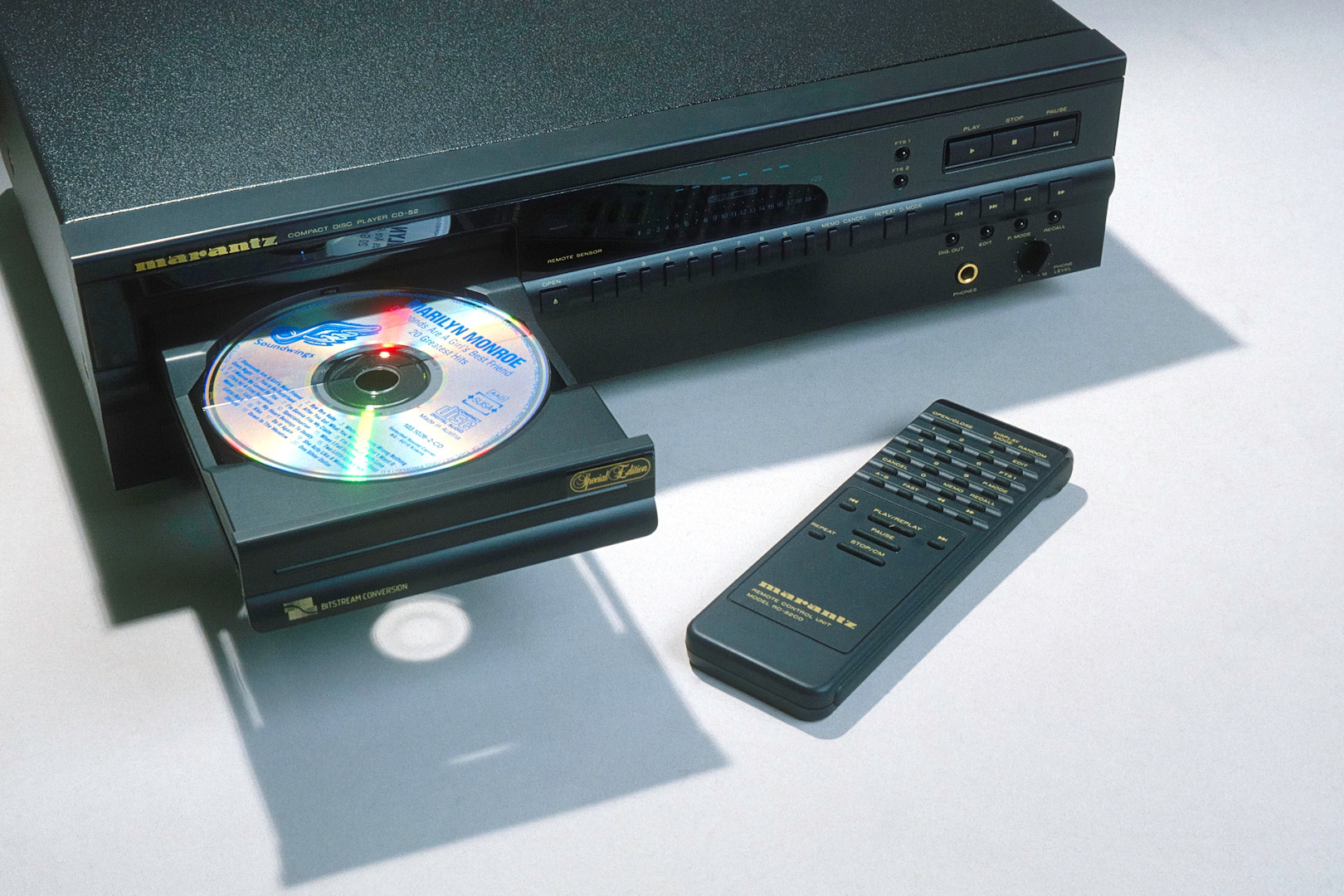
Komponente einer Stereoanlage
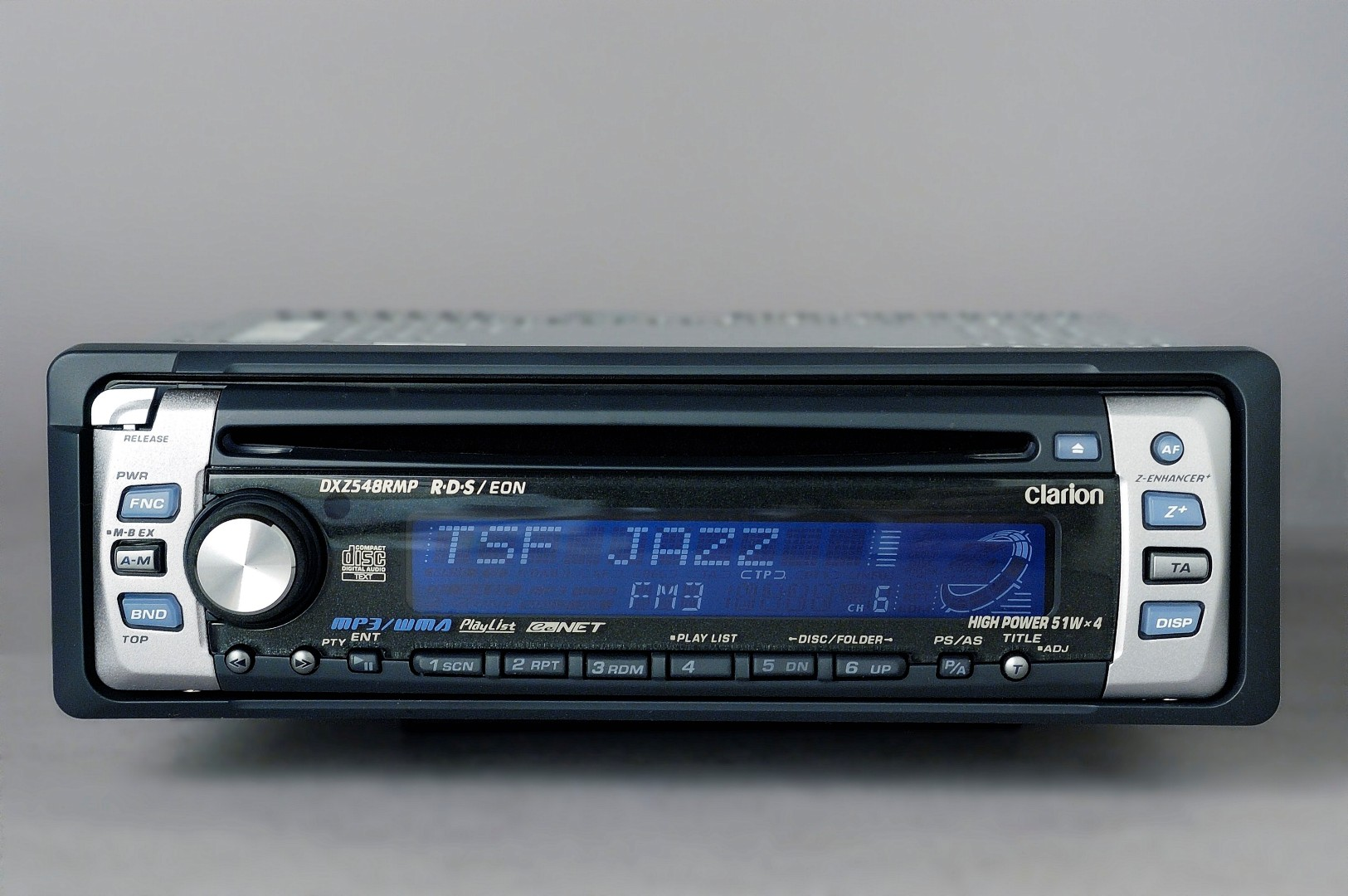
Integriert im Autoradio
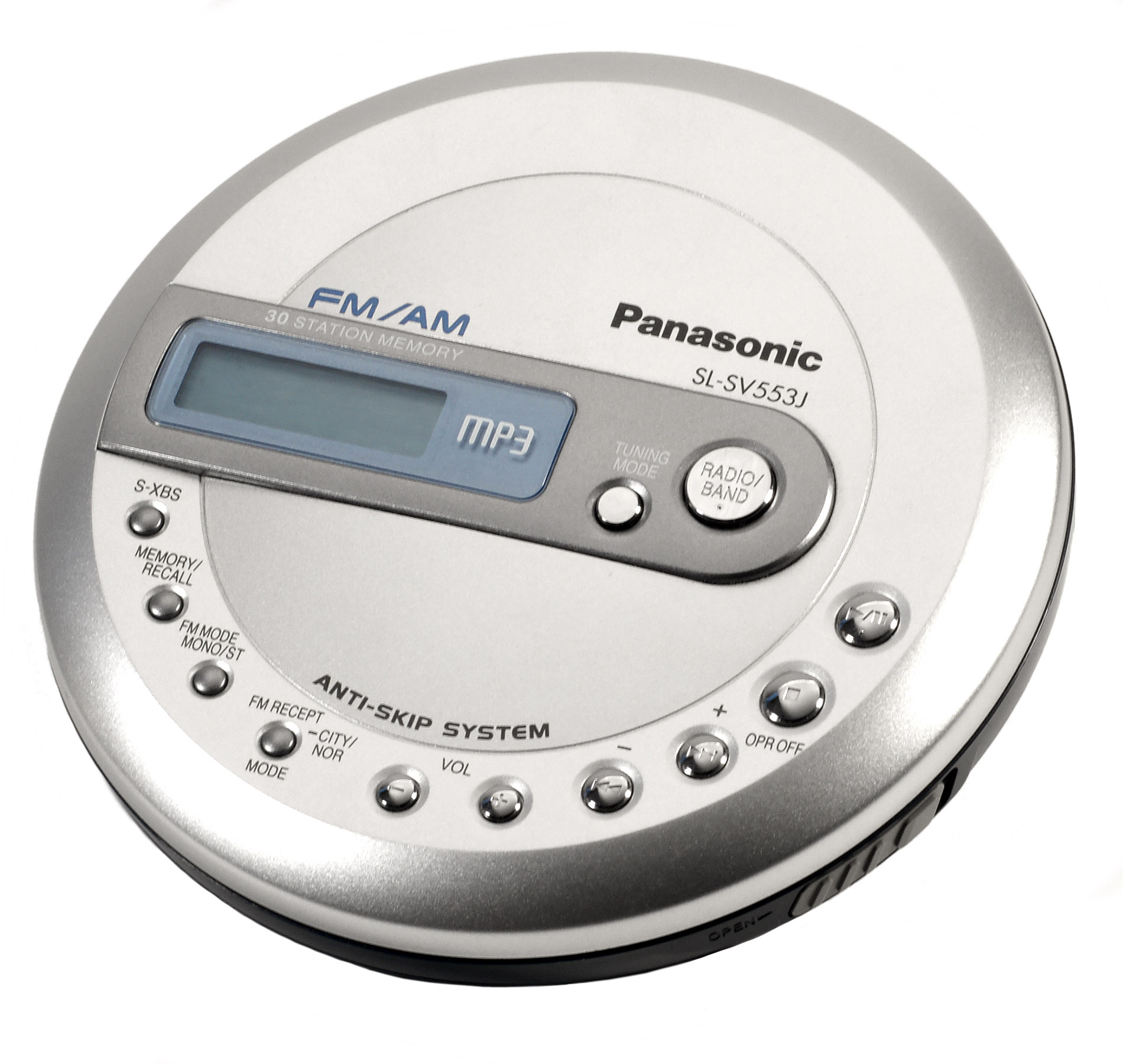
Tragbar
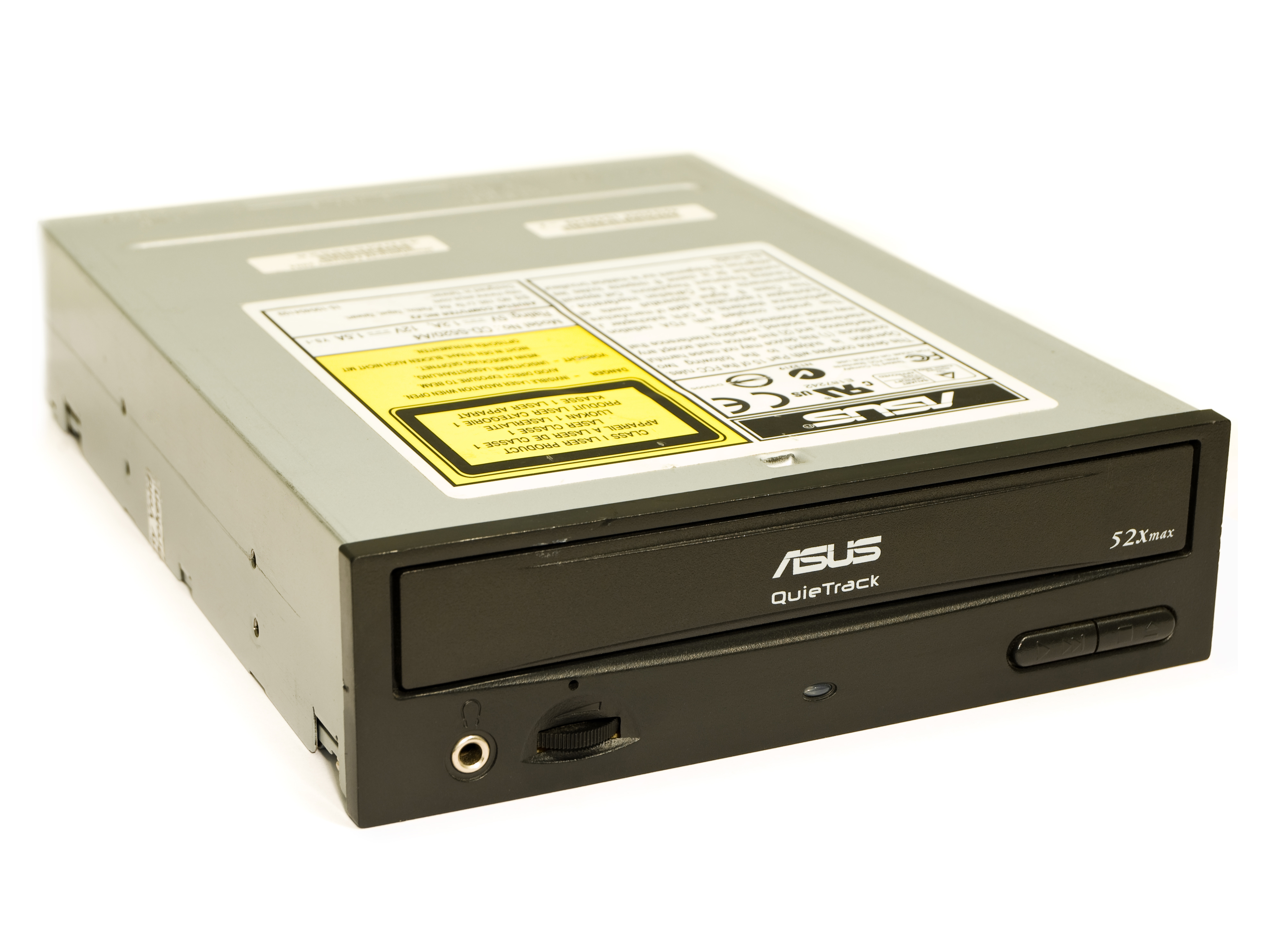
CD-ROM-Laufwerk
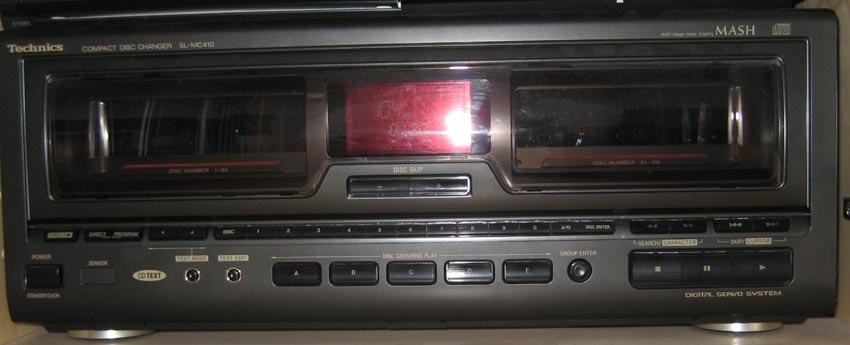
CD-Wechsler für 110 Audio-CDs

CD-Spieler gibt es in verschiedenen Ausführungen:
- stationäres Gerät zum Anschluss an eine Stereoanlage
- integriert in andere Geräte (HiFi-Anlagen oder Autoradios)
- tragbares Gerät, beispielsweise der CD-Walkman (eingetragene Marke von Sony)
- als Funktion eines Personal Computers mit eingebautem CD-ROM-Laufwerk (ist kein Audio-Ausgang direkt am Laufwerk vorhanden, dann nur zusammen mit einer Soundkarte und einem Mediaplayer).
- CD-Wechsler, eine mechanische Vorrichtung, die das Abspielen mehrerer CDs hintereinander ermöglicht. Es gibt sie als stationäre Geräte, integriert in andere Geräte (z. B. Autoradios), aber auch als reine CD-ROM-Wechsler

### Laufwerk

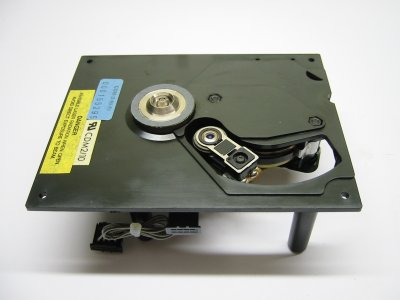
Laufwerk mit Schwenkantrieb des Pickups (Einstrahlsystem), ohne CD-Lademechanik

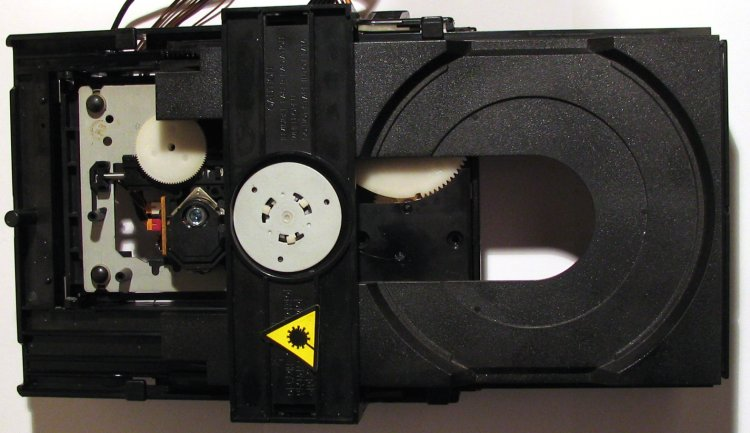
Laufwerk mit Schublade und Pickup (Dreistrahlsystem), das auf einer Stange radial bewegt wird

Das Laufwerk umfasst alle mechanischen und elektronischen Komponenten zum Laden und Abtasten der CD. Der Ladevorgang erfolgt bei stationären Geräten meist über eine motorgetriebene Schublade. Nach dem vollständigen Einfahren der Schublade wird die CD auf den Antriebsteller abgesenkt bzw. der Antriebsteller mit Abtasteinheit wird unter die CD gehoben. Bei portablen Geräten wird die CD in der Regel direkt auf den Antriebsteller gelegt und durch das Schließen des Gerätedeckels gesichert.
Der Antrieb der CD erfolgt durch einen Gleichstrommotor, bei hochwertigen Geräten auch durch einen verschleißarmen elektronisch kommutierten Motor. Die Drehzahl wird durch die zugehörige Servoelektronik geregelt.
Die Abtasteinheit (auch Pickup genannt) tastet die Datenspur der CD von der Unterseite her ab und wird radial von innen nach außen bewegt. Diese Tracking-Bewegung kann als Schwenkbewegung wie bei einem Plattenspieler-Tonarm oder linear erfolgen. Die Schwenkbewegung (siehe Bild) erfolgt durch eine Spule, die direkt am Schwenkarm montiert ist und in einem kreisringsegmentförmigen Magnetfeld bewegt wird.
Bei heutigen CD-Spielern hat sich aufgrund der geringeren Erschütterungsanfälligkeit die gestaffelte Nachführung mit linearem Antrieb und Galvanometerantrieb durchgesetzt. Die Abtasteinheit (Pickup) samt Galvanometerantrieb wird auf zwei Führungsstangen über einen Zahnstangen- oder Spindelantrieb mit einem Gleichstrommotor verschoben. Dieser wird Schlitten-(Sled-)motor genannt. Bei einigen teureren CD-Spielern wird der Schlitten von einem sogenannten Linearmotor angetrieben. Er allein kann jedoch die Fokussierlinse nicht schnell und genau genug positionieren. Die Feinpositionierung der Linse erfolgt über einen Galvanometerantrieb, ähnlich den Tauchspulen eines Lautsprechers.
Für die Fokussierung des Laserstrahls auf die Informationsschicht der CD wird ebenfalls ein Galvanometerantrieb eingesetzt. Er bewegt die Linse auf und ab und verändert so deren Abstand zur CD.
Die Galvanometerantriebe können aufgrund der geringen bewegten Masse (Kunststofflinse) in einem gewissen Maß auch Rundlauf- und Planizitätsfehler der CDs ausgleichen.

### Laser-Abtastsystem
Das Abtastsystem enthält zur Nachführung von Fokuslage und Tracking eine federnd in einem Galvanometerantrieb (Magnetspulen) aufgehängte Fokussierlinse (vergütete Kunststofflinse). Weiterhin besteht es aus einem kleinen, kontinuierlich arbeitenden Halbleiterlaser (Diodenlaser, Wellenlänge um 780 nm, Leistung einige Milliwatt), einem Strahlteiler (goldbedampftes Glas) und einem aus mehreren Fotodioden bestehenden Fotoempfänger.
Der Laserstrahl gelangt durch den Strahlteiler zur Fokussierlinse, die auch das von der Datenschicht der CD reflektierte Licht zurück über den Strahlteiler auf den Fotoempfänger bündelt. Dessen Fotodioden sind so angeordnet, dass nicht nur das digitale Datensignal, sondern auch die Steuersignale zur Fokus- und Trackingregelung gewonnen werden können.

#### Beispiel eines Laser-Abtastsystems
Das Laserlicht wird beim Dreistrahlsystem durch ein optisches System in drei Strahlen aufgeteilt. Dabei dient ein Strahl zum Lesen der Daten von der CD und zur Fokussierung, die beiden anderen Strahlen zur Spurführung (Tracking).
Das Dreistrahlsystem ist das am häufigsten eingesetzte Abtastsystem:

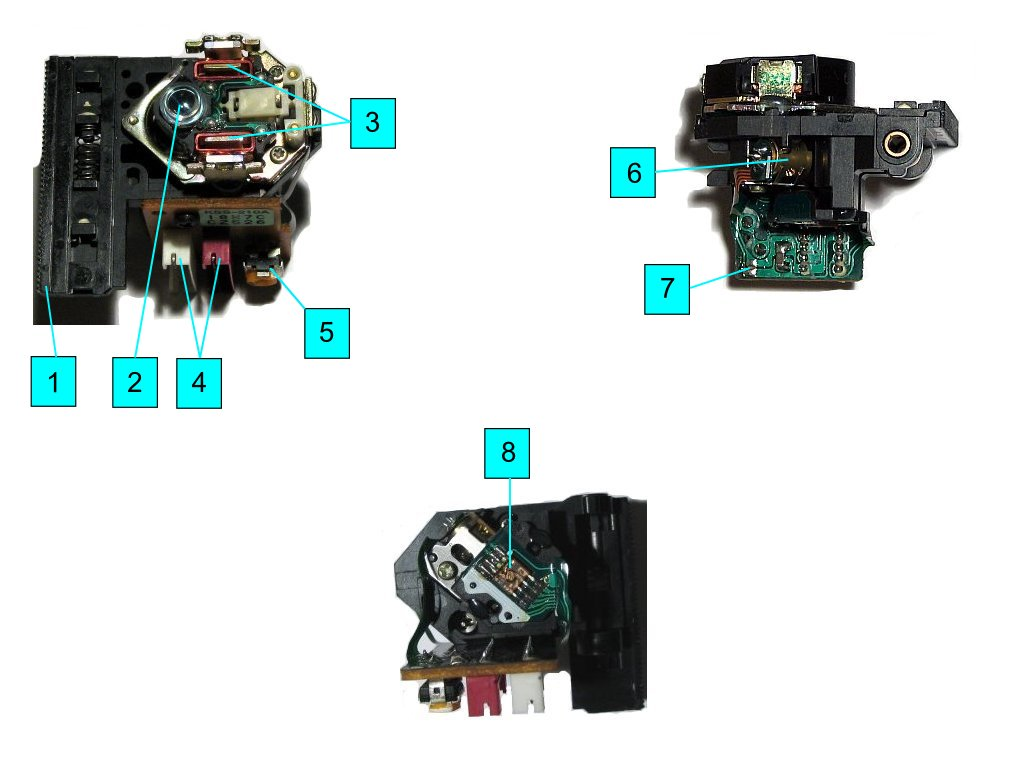
Älteres Dreistrahlsystem (Sony KSS-210):
1.: Zahnstange zum Bewegen des Abtastsystems
2.: beweglich gelagertes Objektiv (Fokussierlinse), es lässt sich über die Magnetspulen bewegen
3.: Magnetspulen für Fokussierung und Tracking
4.: Anschlüsse
5.: Trimmpotentiometer zur Einstellung der Laserleistung
6.: Laserdiode
7.: entfernte Lötbrücke, sie diente zum ESD-Schutz der Laserdiode beim Transport
8.: Fotodioden, welche die von der CD reflektierten Laserstrahlen empfangen. Ein Dreistrahlsystem enthält sechs Fotodioden. Vier davon dienen gemeinsam der Fokussierung und Signalabtastung, die zwei andern dienen der Spurführung.

Die Lasereinheit ist das empfindlichste Bauteil und verursacht somit den größten Teil der Defekte an CD-Spielern. Werden CDs nicht mehr richtig gelesen, wird in den Reparaturwerkstätten als erster Versuch meistens die Fokussierlinse gereinigt. Bringt dies keine Besserung, wird das komplette Pickup (wenn erhältlich) ausgewechselt.

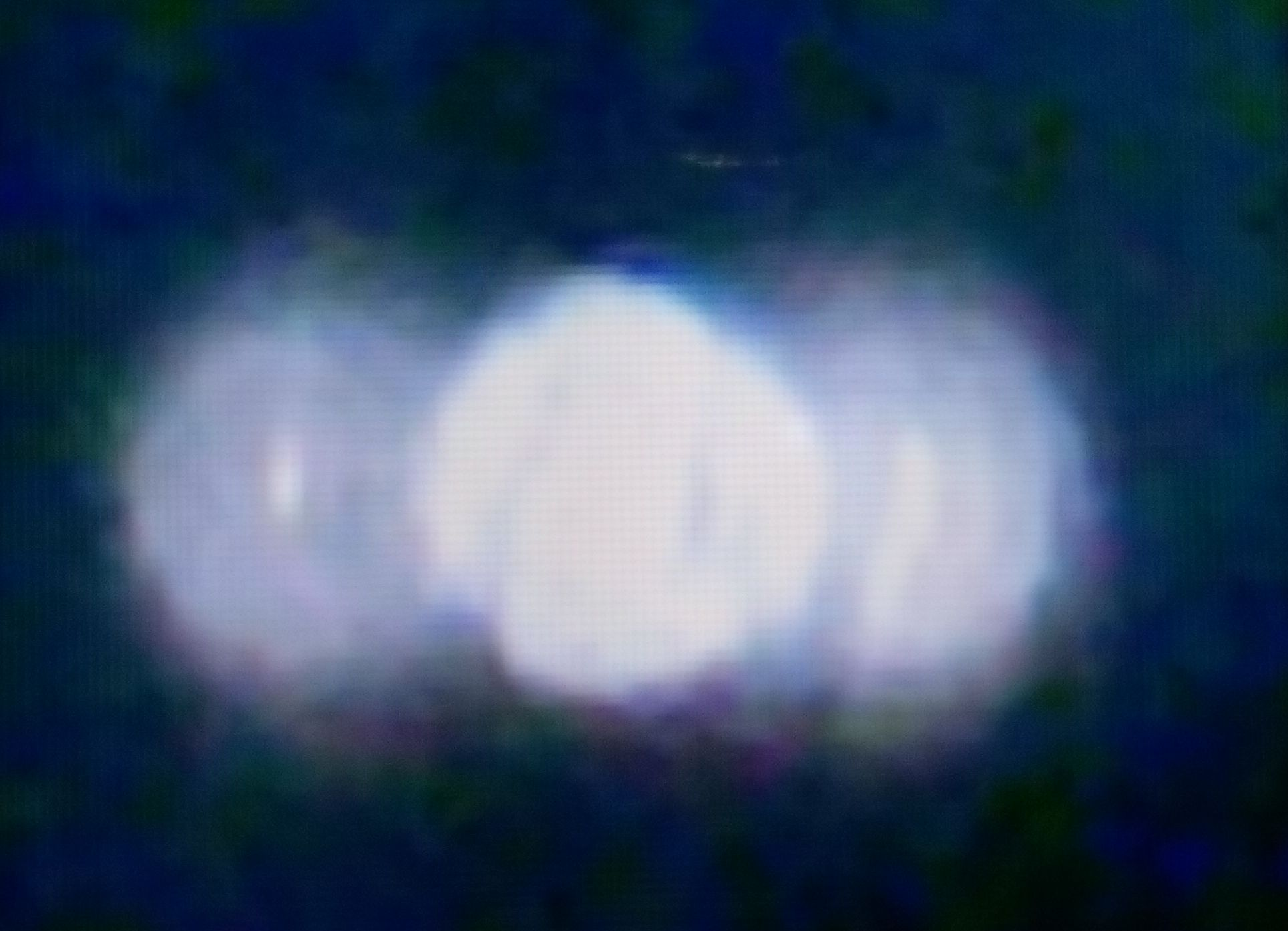
Dreistrahlsystem eines CD Spielers aus den 2010er Jahren. Gut zu erkennen sind die drei Strahlen: Hauptstrahl und die Hilfsstrahlen. Wie die Strahlen genau arbeiten, beschreibt die Grafik links. (Abfotografiert von einer CD-R während des Abspielvorgangs mit einem Nokia 1680c)

Spurabtastung beim Dreistrahlsystem:

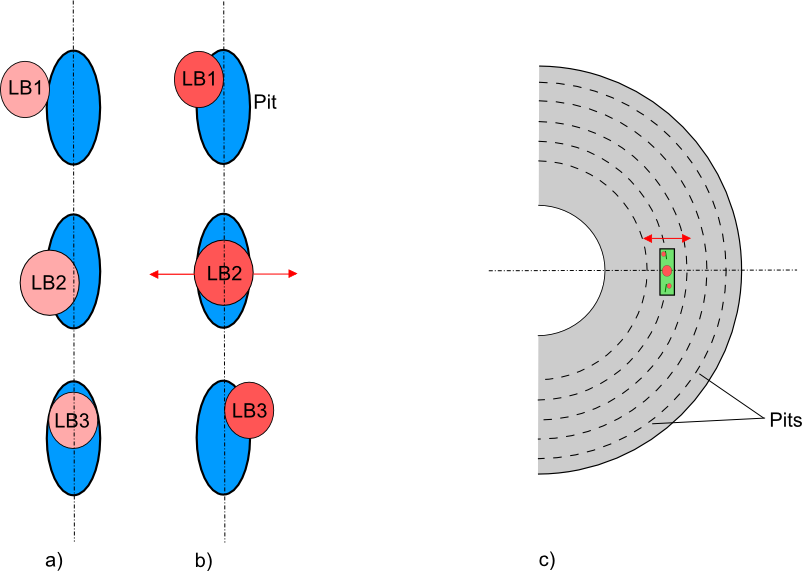
a) der Hauptstrahl LB2 liegt neben der Spur, deshalb ist eine Spurnachführung nötig
b) der Hauptstrahl liegt auf der Spur
c) Teil einer CD mit Dreistrahlsystem (grünes Kästchen)

Die Abbildung zeigt die Lage der Laserstrahlen auf der Spur einer CD. Die Hilfstrahlen LB1 und LB3 dienen zur Spurführung. Diese Strahlen teilen der Elektronik des CD-Spielers mit, ob die Spurlage stimmt. Der Hauptstrahl LB2 zum Lesen der Daten von der CD und zur Fokussierung. Die Abtasteinheit wird radial zur Spur geführt (rote Pfeile), damit der Winkel der Laserstrahlen zur Spur konstant bleibt.
Strahlfokussierung beim Dreistrahlsystem:

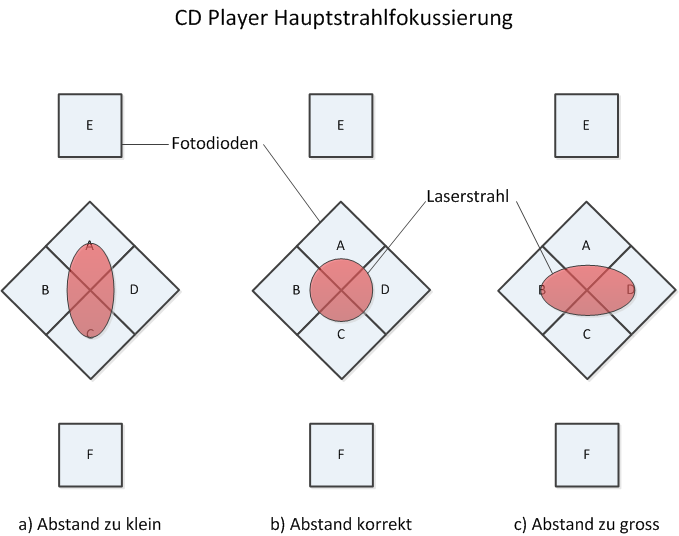
Anordnung der sechs Fotodioden und Funktion der Fokussierung des Hauptstrahls

Die sechs im Dreistrahlsystem vorhandenen Fotodioden sind gemäß der Abbildung angeordnet. Der Hauptstrahl trifft auf die vier Dioden A–D, die zwei Hilfsstrahlen je auf eine der Dioden E und F. Bei gleichmäßiger Beleuchtung der vier Hauptstrahldioden ist der Linsenabstand richtig eingestellt (Abb. 3b). Bei falscher Fokussierung beleuchtet der Strahl jeweils zwei gegenüberliegende Dioden stärker (Abb. 3a und 3c). Durch eine differentielle Betrachtung der Diodenströme wird ein Korrektursignal für den Linsenabstand gewonnen:
{\displaystyle error=(A+C)-(B+D)}
Bei korrekter Fokussierung wie in Abb. 3b wird das Fehlersignal null. In Abb. 3a wäre es positiv, in Abb. 3c wäre es negativ.

### Elektronik

#### Stromversorgung
Die Stromversorgung stellt alle zum Betrieb des Gerätes nötigen Betriebsspannungen bereit. Bei netzbetriebenen Geräten kommen konventionelle Netztransformatoren oder Schaltnetzteile zum Einsatz. Ziel ist dabei unter anderem, die gegenseitige Beeinflussung der einzelnen Elektronikbereiche minimal zu halten. Insbesondere der analoge Audiobereich und dessen Stromversorgung muss sorgfältig ausgeführt sein, um Störeinflüsse der steilflankigen Ströme der digitalen Baugruppen und der Servosteuerung fernzuhalten.

#### Steuerelektronik
In der Steuerelektronik sind alle Funktionen zusammengefasst, die mit der Bedienung und Steuerung des CD-Spielers zu tun haben. Dazu zählen die Abfrage der Tastatur, die Anzeige, ggf. der Empfang von Fernbedienungssignalen, die Steuerung des Displays (früher oft eine LED-Ziffernanzeige, heute meist eine Flüssigkristallanzeige oder eine Fluoreszenzanzeige) und der Laufwerksfunktionen. Es werden ein oder mehrere Mikrocontroller eingesetzt.

#### Servosteuerung
In einem CD-Spieler existieren drei Regelkreise, die unabhängig voneinander die Antriebsdrehzahl der CD, die Fokussierung des Lasers (Focus) und die Spurhaltung (Tracking) regeln.
Die CD wird von innen nach außen abgespielt. Je weiter sich die Lasereinheit zum äußeren Rand der CD bewegt, desto langsamer dreht die CD, so dass die Umfangsgeschwindigkeit, mit der die Datenspur abgetastet wird, und damit die Datenmenge pro Zeitspanne konstant bleibt. Die Antriebsdrehzahl wird dabei so geregelt, dass der Datenstrom immer so groß ist, wie von der anschließenden Signalverarbeitung benötigt. Zum Ausgleich von Schwankungen werden die Daten in einem Puffer zwischengespeichert. Je nach Position der Abtasteinheit liegt die Drehzahl zwischen 200 und 500 Umdrehungen pro Minute (physikalisch: 200 min−1 und 500 min−1).
Der Fokus-Regelkreis bezieht seine Eingangssignale von den in der Abtasteinheit untergebrachten Fotodioden. Durch die astigmatische Optik in der Abtasteinheit lassen sich Fokussierungsfehler erkennen und führen zu einem entsprechenden Korrektursignal an den Fokussierungs-Tauchspulenantrieb.
Der Tracking-Regelkreis erhält seine Eingangssignale ebenfalls von den in der Abtasteinheit untergebrachten Fotodioden. Kleine Spurhaltungsfehler werden zunächst mit dem Radial-Tauchspulenantrieb korrigiert. Die Abtastung der spiralförmigen Datenspur auf der CD führt zum stetigen Anwachsen des Tracking-Fehlers, bis eine Schwelle überschritten wird, ab der eine radiale Nachführung der Abtasteinheit mittels des Zahnstangenantriebs und des Schlitten-(Sled-)motors um einen bestimmten Betrag ausgeführt wird. Diese Schritte sind im Abstand von einigen Sekunden nötig und werden mit vom Tracking-Regelkreis gesteuert. Im Falle des Schwenkantriebs für die Trackingbewegung entfällt die Unterteilung in diese Grob- und Feinbewegung, hier wird die Nachführung vom Direktantrieb-Radialmotor allein ausgeführt.

#### Signalverarbeitung
Die elektrischen Signale von den Fotodioden (HF-Augenmustersignal oder engl. Eye Pattern Signal) der Abtasteinheit werden zunächst verstärkt und hinsichtlich der Lageregelung ausgewertet. Der digitale Datenstrom wird in einem FIFO-Puffer zwischengespeichert, dessen Füllstand als Eingangssignal für die Drehzahlregelung des CD-Antriebsmotors dient. Es folgen die Fehlerkorrektur nach dem Cross Interleaved Reed-Solomon-Code und die Extraktion der Audio- sowie der Subcodedaten.
Daran schließen sich das Überabtastungsfilter, die Digital-Analog-Wandlung und das Tiefpassfilter an. Im Fall von CDs, die mit Höhenanhebung (Emphasis) produziert wurden, erfolgt eine spiegelbildliche Absenkung des Hochtonanteils (Deemphasis), um wieder einen linearen Frequenzgang herzustellen. Die Höhenabsenkung wird von einem Subcodebit auf der CD automatisch eingeschaltet, jedoch nur selten angewandt. Danach steht das Signal in analoger Form am Ausgang des CD-Spielers bereit.
Zusätzlich kann das digitale Audiosignal im S/PDIF-Format in elektrischer Form (durch 75-Ohm-Koaxialkabel mit Cinch- oder BNC-Steckverbinder) oder in optischer Form (durch TOSLINK-Kabel) bereitgestellt werden. Dieses digitale Signal ermöglicht eine verlustfreie Übertragung zu anderen digitalen Audiogeräten, insbesondere zu externen Digital-Analog-Wandlern und digitalen Aufzeichnungsgeräten (z. B. DAT-Recordern). Dabei wird das Serial Copy Management System (SCMS) eingesetzt, um sicherzustellen, dass nur eine Kopiengeneration von urheberrechtsgeschützten CDs angefertigt werden kann.
Um das Abtasttheorem nicht zu verletzen, dürfen keine Frequenzen codiert werden, die gleich oder größer der Hälfte der Abtastfrequenz sind. Um den Audiofrequenzbereich bis zu einer oberen Grenzfrequenz von 20 kHz codieren und wiedergeben zu können, ist wiedergabeseitig ein extrem steilflankiges Filter erforderlich, das alle Frequenzen oberhalb von 20 kHz stark bedämpft. Bei 22,05 kHz sind bereits Dämpfungen von etwa 100 dB erforderlich.
Die Fouriertransformation des Frequenzverhaltens dieses Tiefpassfilters in den Zeitbereich ergibt, dass steilflankige Impulse nicht exakt wiedergegeben werden können. Die Analyse bzw. Messung der Sprungantwort ergibt Einschwingvorgänge. Ein Nadelimpuls wird mit Ein- und Ausschwingvorgängen wiedergegeben, die im Originalsignal nicht vorhanden sind. Diese Ein- bzw. Ausschwingvorgänge sind Resonanzen auf der Grenzfrequenz des Filters. Um diese unerwünschten Verfälschungen zu mindern, wurden CD-Spieler entwickelt, deren Impulsantwort zu Lasten eines weniger ebenmäßigen Frequenzganges optimiert wurde. Die prinzipiellen Probleme, die ein so steilflankiges Filter im Signalweg verursacht, können jedoch auch so nicht komplett beseitigt werden.

## Besonderheiten

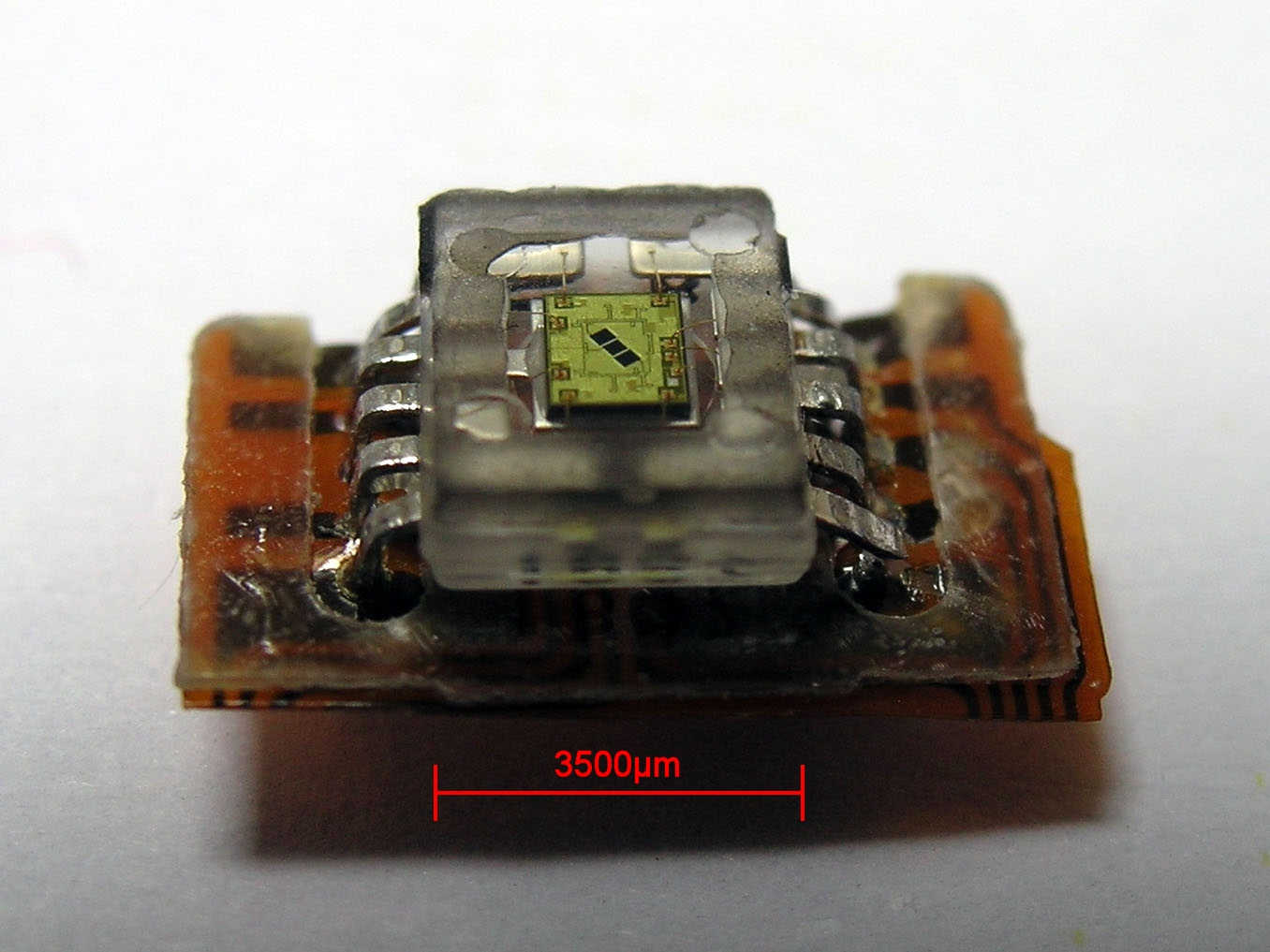
Lesekopf für das Dreistrahlsystem mit drei Fotodioden in Bildmitte

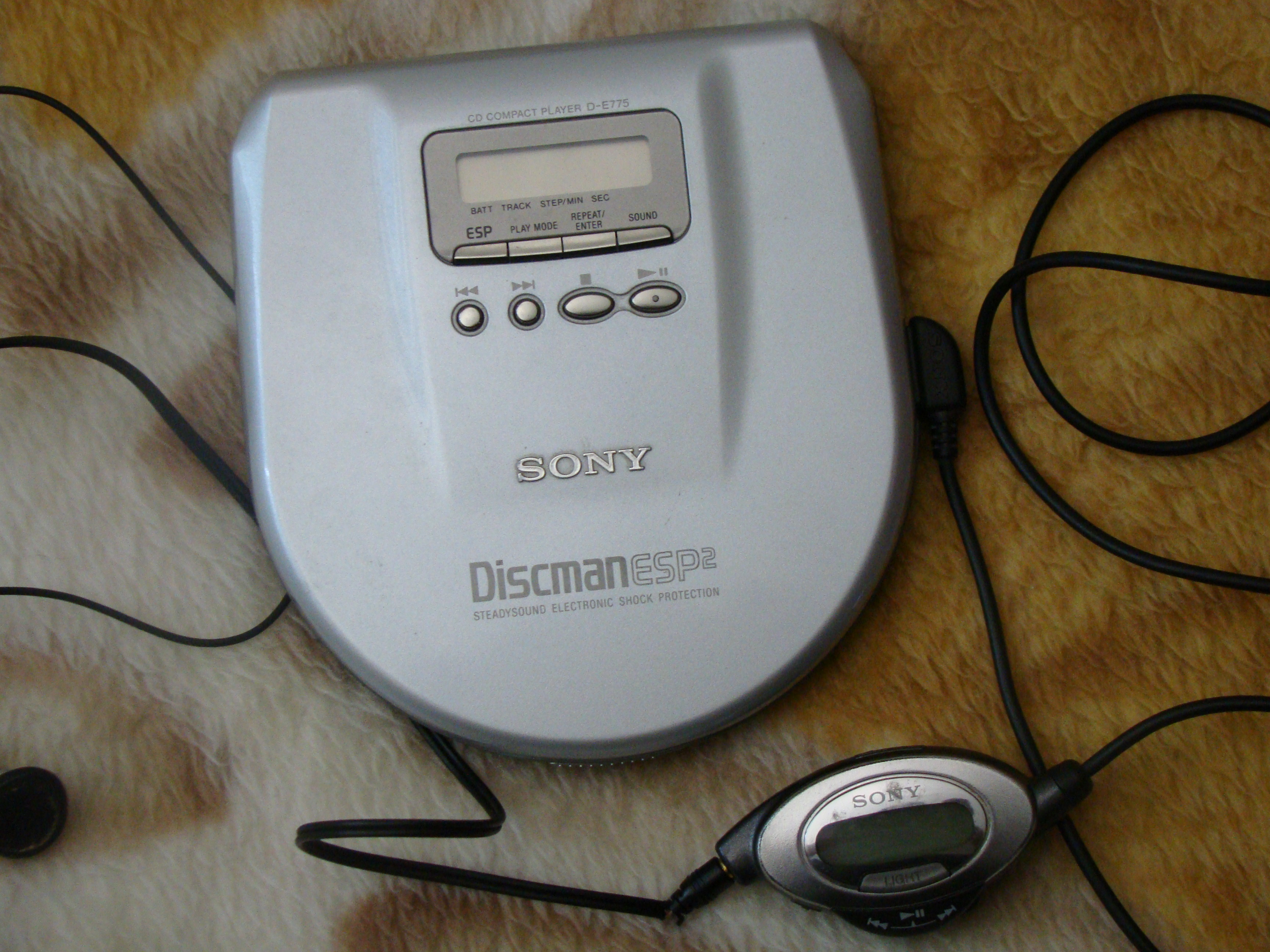
Manche tragbare CD-Spieler lassen sich durch ein kleineres externes Modul bedienen, um die Steuerung der Wiedergabe in einem Rucksack zu erleichtern.

Die Wiedergabegeschwindigkeit von CD-Spielern ist quarzgesteuert und daher sehr konstant. Es gibt jedoch auch CD-Spieler für DJs, bei denen sich die Wiedergabegeschwindigkeit steuern („pitchen“) lässt.
Neuere CDs können CD-Text enthalten. Diese Zusatzinformationen, beispielsweise über den Künstler und die Titel, können von einem entsprechend ausgerüsteten CD-Spieler angezeigt werden.
Die meisten CD-Spieler können auch gemischte Daten- und Musik-CDs abspielen.
Einige CD-Spieler haben Probleme, kopiergeschützte CDs korrekt abzuspielen, weil diese nicht dem CD-Red-Book-Standard entsprechen.
Dies gilt insbesondere für neuere CD-Spieler, die auf CD-ROM-Laufwerken, ähnlich wie in einem PC basieren.
Neuere Entwicklungen führten zu MP3- und DVD-Spielern, diese erlauben neben der CD-Wiedergabe auch das Abspielen von MP3- und anderen komprimierten Audio-Formaten.
Die zum Abspielen von DVDs entwickelten DVD-Spieler sind prinzipiell genauso aufgebaut wie CD-Spieler, unterscheiden sich aber in der Datendichte, den Aufzeichnungsmethoden und Formaten.
In späten, für die Wiedergabe von digital codiertem Ton ausgerüsteten LaserDisc-Spielern war oft die Wiedergabefunktion für CDs integriert (CD/CDV/LD-Kombispieler). Somit konnten die kleinen CDs und die großen LaserDiscs (LDs) mit nur einem Gerät abgespielt werden.
Electronic Skip Protection verhindert das kurzzeitige Aussetzen von CD-Playern bei Stößen.

## Discman
Bei einem Discman handelt es sich um eine Marke von Sony für ihre hauseigenen portablen CD-Spieler, ähnlich dem Walkman. Das Wort Discman ist (ebenso wie Walkman) der englischen Sprache entlehnt.